# La Eduvigis
La Eduvigis é uma cidade da Argentina, localizada na província de Chaco, no departamento Libertador General San Martín.